# Вічномерзлий розсип
Вічномерзлий розсип (рос. вечнозамерзшая россыпь, англ. perpetually frozen placers; нім. Dauerfrostseifen f) — розсип, який характеризується постійним (багаторічним) збереженням від'ємної температури по всій товщині пісків і наносів, яке не залежить від пори року. Поверхневий діяльний шар вічної мерзлоти влітку тане на глибину 0,5-2,5 м, а взимку знову замерзає.